# Яловичера
Ялови́чо́ра (Яловичера) — річка в Українських Карпатах, у межах Путильського району Чернівецької області. Права притока Білого Черемошу (басейн Дунаю). 

## Опис
Довжина 18 км, площа водозбірного басейну 67,1 км². Похил річки 31 м/км. Річка типово гірська — з багатьма перекатами, кам'янистим дном. Річище слабо звивисте. На річці розташований Яловичерський водоспад.

## Розташування
Яловичора бере початок на південь від села Верхній Яловець, неподалік (на північ) від перевалу Семенчук. Тече в межах гірського масиву Яловичорські гори спершу переважно на північ, далі — на північний захід (місцями на захід). Впадає до Білого Черемошу в селі Нижній Яловець. 
Над річкою розташовані села: Верхній Яловець, Нижній Яловець. 
Притока: струмок Торниківський (права).